# String.h
string.h è l'header file della libreria standard del C che contiene definizioni di macro, costanti e dichiarazioni di funzioni e tipi usati non solo nella manipolazione delle stringhe ma anche nella manipolazione della memoria.
Le funzioni dichiarate in string.h sono molto popolari ed essendo parte della libreria standard del C, il loro funzionamento è garantito su ogni piattaforma che supporta il linguaggio C. Tuttavia, l'esistenza di alcuni problemi di sicurezza con queste funzioni, come per esempio problemi di buffer overflow, portano i programmatori a scegliere delle varianti più sicure ma meno portabili. Inoltre le funzioni in questione lavorano solamente con caratteri ASCII o con un set di caratteri che lo estende in modo compatibile come l'ISO 8859-1. La gestione di stringhe non compatibili con l'ASCII viene generalmente risolto con l'uso della libreria wchar.h.

## Costanti e tipi
| Nome   | Descrizione |
| ------ | --- |
| NULL   | Una macro che rappresenta la costante puntatore nullo; in altre parole, una costante che rappresenta un valore che è garantito essere l'indirizzo di una posizione non valida nella memoria. |
| size_t | Un intero senza segno restituito dell'operatore sizeof. |

## Funzioni
| Nome                                                    | Descrizione |
| ------------------------------------------------------- | --- |
| void *memcpy(void *dest, const void *src, size_t n);    | Copia n bytes tra due aree di memoria che non devono sovrapporsi.                                                                                              |
| void *memmove(void *dest, const void *src, size_t n);   | Copia n bytes tra due aree di memoria; a differenza di memcpy le aree di memoria possono sovrapporsi.                                                          |
| void *memchr(const void *s, int c, size_t n);           | Ritorna un puntatore alla prima occorrenza di c in s, o NULL se c non compare tra i primi n caratteri di s.                                                    |
| int memcmp(const void *s1, const void *s2, size_t n);   | Confronta i primi n caratteri di s1 con s2. |
| void *memset(void *s, int c, size_t n);                 | Colloca c nei primi n caratteri di s. |
| char *strcat(char *dest, const char *src);              | Concatena src alla stringa dest. |
| char *strncat(char *dest, const char *src, size_t n);   | Concatena al massimo n caratteri src alla stringa dest. |
| char *strchr(const char *s, int c);                     | Restituisce un puntatore alla prima occorrenza di c in s. |
| char *strrchr(const char *s, int c);                    | Restituisce un puntatore all'ultima occorrenza di c in s. |
| int strcmp(const char *s1, const char *s2);             | Confronta la stringa s1 con s2. |
| int strncmp(const char *, const char *, size_t);        | Confronta al massimo n caratteri della stringa s1 con s2. |
| int strcoll(const char *, const char *);                | Confronta due stringhe utilizzando l'ordine lessicografico stabilito dalla localizzazione utilizzata                                                           |
| char *strcpy(char *s1, const char *s2);                 | Copia la stringa s2 nella stringa s1, incluso il carattere di terminazione \0.                                                                                 |
| char *strncpy(char *s1, const char *s2, size_t n);      | Copia al massimo n caratteri della stringa s2 in s1. |
| char *strerror(int n);                                  | Restituisce un puntatore alla stringa che corrisponde all'errore n.                                                                                            |
| size_t strlen(const char *s);                           | Restituisce la lunghezza della stringa s. |
| size_t strspn(const char *s, const char *accept);       | Restituisce la lunghezza della prima istanza della stringa s di lunghezza massima composta esattamente dai caratteri definiti della stringa accept             |
| size_t strcspn(const char *s, const char *reject);      | Restituisce la lunghezza della porzione iniziale della stringa s di lunghezza massima composta esattamente da caratteri diversi da quelli della stringa reject |
| char *strpbrk(const char *s, const char *accept);       | Restituisce la prima occorrenza di un carattere presente nella stringa s che sia uguale ad un qualsiasi carattere presente nella stringa accept                |
| char *strstr(const char *haystack, const char *needle); | Trova la prima occorrenza della stringa needle all'interno della stringa haystack                                                                              |
| char *strtok(char *s, const char *delimiters);          | Spezza la stringa s in una serie di stringhe chiamate [token] in corrispondenza dei carattere delimitatore delimiters                                          |
| size_t strxfrm(char *dest, const char *src, size_t n);  | Trasforma la stringa puntata da src secondo la localizzazione in uso e copia i primi n caratteri di src nella stringa dest                                     |

### Estensioni per ISO C
| Nome                                                                         | Descrizione | Specifica                                                 |
| ---------------------------------------------------------------------------- | --- | --------------------------------------------------------- |
| char *strdup(const char *);                                                  | alloca e duplica una stringa nella memoria | POSIX; originariamente una estensione di BSD              |
| errno_t strcpy_s(char *restrict s1, rsize_t s1max, const char *restrict s2); | variante di strcpy che include dei controlli sulla lunghezza delle stringhe                                                                                     | ISO/IEC WDTR 24731                                        |
| void *mempcpy(void *dest, const void *src, size_t n);                        | variante di memcpy che ritorna un puntatore al byte successivo all'ultimo byte scritto                                                                          | GNU                                                       |
| void *memccpy(void *dest, const void *src, int c, size_t n);                 | copia fino ad n byte fra due aree di memoria non sovrapposte, fermandosi quando viene trovato il byte c                                                         | UNIX 98?                                                  |
| int *strerror_r(int, char *, size_t);                                        | restituisce una rappresentazione in stringa di un numero di errore (si veda errno) (thread-safe; alcune differenze semantiche fra la specifica GNU e XSI/POSIX) | GNU, POSIX                                                |
| size_t strlcpy(char *dest, const char *src, size_t n);                       | variante di strcpy che comprende controlli sulla lunghezza della stringa                                                                                        | originariamente OpenBSD, ora anche FreeBSD, Solaris, OS X |
| char *strtok_r(char *, const char *, char **);                               | versione thread-safe di strtok | POSIX                                                     |
| char *strsignal(int sig);                                                    | analogamente a strerror, ritorna una rappresentazione in stringa del segnale sig (non thread safe)                                                              | varie distribuzioni BSD, Solaris, Linux                   |